# Pelophryne signata
Espèce
Synonymes
- Nectophryne signata Boulenger, 1895 "1894"
- Nectophryne exigua Boettger, 1900

Statut de conservation UICN

 LC  : Préoccupation mineure
Pelophryne signata est une espèce d'amphibiens de la famille des Bufonidae.

## Répartition
Cette espèce est endémique de Bornéo. Elle se rencontre en dessous de 1 000 m d'altitude dans l'État du Sarawak en Malaisie et au Brunei.
Sa présence est incertaine au Kalimantan en Indonésie.
Des spécimens de la péninsule Malaise, de Singapour et d'Indonésie sur les îles de Sumatra, Mentawai et Natuna sont parfois rattachés de manière controversée à cette espèce après l'avoir été à Pelophryne brevipes.

## Description
L'holotype mesure 15 mm.

## Publication originale
- Boulenger, 1895 "1894" : Third report on additions to the batrachian collection in the Natural History Museum. Proceedings of the Zoological Society of London, vol. 1894, p. 640–646 (texte intégral).